# لوران لوكولي
لوران لوكولي (بالفرنسية: Laurent Lokoli)‏ مواليد 18 أكتوبر 1994 في باستيا، فرنسا، هو لاعب كرة مضرب فرنسي يلعب باليد اليمنى. أعلى تصنيف له في الفردي كان المركز الـ 260 في سنة 2014. أعلى تصنيف له في الزوجي كان المركز الـ 371 في سنة 2014.

## روابط خارجية
- لوران لوكولي على موقع رابطة محترفي التنس (الإنجليزية)
- لوران لوكولي على موقع الاتحاد الدولي لكرة المضرب (الإنجليزية)
- لوران لوكولي على موقع خلاصة التنس.كوم (الإنجليزية)
- لوران لوكولي على موقع إي إس بي إن.كوم (الإنجليزية)